# Parmotrema hypermaculatum
Parmotrema hypermaculatum är en lavart som beskrevs av Marcelli, Benatti & Elix. Parmotrema hypermaculatum ingår i släktet Parmotrema och familjen Parmeliaceae.   Inga underarter finns listade i Catalogue of Life.